# 선형 연속체
순서론에서 선형 연속체(線型連續體, 영어: linear continuum)는 상한이 존재하는 조밀 전순서 집합이다.

## 정의
선형 연속체 {\displaystyle (L,\leq )}는 다음 성질을 만족시키는 전순서 집합이다.:153
- 공집합이 아닌 모든 유계 집합은 상한을 갖는다.
- 조밀 순서이다.

## 성질
전순서 집합에 대하여, 다음 두 조건이 서로 동치이다.
- 선형 연속체이다.
- 순서 위상을 가했을 때, 연결 공간이다.

임의의 {\displaystyle a,b\in L}에 대하여, 만약 {\displaystyle a<b}라면, 다음 부분 집합들 역시 선형 연속체이다.
- {\displaystyle (a,\infty )=\{x\in L\colon a<x\}}
- {\displaystyle (\infty ,a)=\{x\in L\colon x<a\}}
- {\displaystyle [a,\infty )=\{x\in L\colon a\leq x\}}
- {\displaystyle (\infty ,a]=\{x\in L\colon x\leq a\}}
- {\displaystyle (a,b)=\{x\in L\colon a<x<b\}}
- {\displaystyle [a,b)=\{x\in L\colon a\leq x<b\}}
- {\displaystyle (a,b]=\{x\in L\colon a<x\leq b\}}
- {\displaystyle [a,b]=\{x\in L\colon a\leq x\leq b\}}

## 예
선형 연속체의 예로는 다음을 들 수 있다.
- 실수선 {\displaystyle (\mathbb {R} ,\leq )}
  - 실수의 (열린/닫힌) 반직선
  - 실수의 (열린/닫힌) 구간
- 긴 직선
  - 이는 연결 공간이지만 축약 가능 공간이 아니다.
- 사전식 순서를 부여한 {\displaystyle [0,1]\times [0,1]}

그러나 다음은 선형 연속체가 아니다.
- 초실수선 {\displaystyle {}^{*}\mathbb {R} }
- 유리수의 전순서 집합 {\displaystyle \mathbb {Q} }

## 참고 문헌
1. ↑  Munkres, James R. (2000). 《Topology》 (영어) 2판. Prentice Hall. ISBN 978-0-13-181629-9. MR 0464128. Zbl 0951.54001.

## 같이 보기
- 수슬린 가설